# EA Vancouver
EA Vancouver (anteriormente conocida como EA Burnaby, luego EA Canada) es un estudio que crea videojuegos perteneciente a la multinacional estadounidense Electronic Arts que se encuentra situado en Burnaby, Columbia Británica, Canadá. Este estudio fue el encargado de desarrollar algunas de las sagas de la compañía, como FIFA, Need for Speed, NBA Live o SSX.
El edificio fue abierto en 1999 por Jean Chrétien y es el más grande del que dispone Electronic Arts. Cuenta con un estudio de captura de movimientos, más de treinta habitaciones de edición, tres estudios de producción e incluso una sala para las composiciones de sonido. También dispone de lugares para el ocio como gimnasios, teatro, cafetería (llamada EAt) y salas de juego. En él trabajan más de mil personas.

## Juegos desarrollados

### EA Games
Juegos desarrollados publicados por EA Games:
- EA Replay
- Def Jam: Fight for NY
- James Bond 007: Todo o Nada
- Marvel Nemesis: Rise of the Imperfects
- Need for Speed: Hot Pursuit 2
- Need for Speed: Underground 2
- Need for Speed: Underground Rivals
- Need for Speed: Most Wanted
- Need for Speed: Carbon
- Need for Speed Carbon: Own the City

### EA Sports
Juegos desarrollados publicados por EA Sports:
- EA Sports UFC 3
- Copa Mundial de la FIFA 2006
- Copa Mundial de la FIFA 2010
- FIFA 06: Rumbo a la Copa Mundial de la FIFA
- Total Club Manager 06
- FIFA
- Knockout Kings
- Madden NFL 2007 (Wii)
- MVP 06 NCAA Baseball
- NBA Live 2003
- NBA Live 2004
- NBA Live 2005
- NBA Live 06
- NBA Live 07
- NCAA March Madness
- NHL 06
- NHL 07
- Total Club Manager 2005
- UEFA Euro 2004
- Football Academy

### EA Sports BIG
Juegos desarrollados publicados por EA Sports BIG:
- Def Jam Vendetta
- FIFA Street
- FIFA Street 2
- NBA Street
- NBA Street Vol. 2
- NBA Street V3
- SSX
- SSX Tricky
- SSX 3
- SSX On Tour

- Datos: Q752317